# Kabompo
Kabompo  este un oraș  în  Provincia de Nord-Vest, Zambia, localizat pe râul omonim.